# Borbo
Borbo es un género de mariposas de la familia Hesperiidae.

## Descripción
Especie tipo por designación original Hesperia borbonica Boisduval, 1833.

## Diversidad
Existen 22 especies reconocidas en el género, 18 de ellas tienen distribución afrotropical.

## Plantas hospederas
Las especies del género Borbo se alimentan de plantas de las familias Loranthaceae, Poaceae, Malvaceae. Las plantas hospederas reportadas incluyen los géneros Loranthus, Ehrharta, Oryza, Pennisetum, Zea, Apluda, Axonopus, Brachiaria, Eleusine, Miscanthus, Paspalum, Setaria, Zizania, Gossypium, Saccharum, Sorghum, Corchorus, Panicum, Triticum, Stipa, Isachne, Leersia.